# Kalev Kallo
Kalev Kallo (Pärnu, 6 de dezembro de 1948 – 30 de maio de 2024) foi um político estoniano, criminoso condenado e desportista. Ele foi membro do XIV Riigikogu. Desde 1991 ele pertence ao Partido do Centro da Estónia.
Em 1995 foi ministro das estradas e comunicações da Estónia (em estoniano:  Eesti teede- ja sideminister). Ele foi vice-prefeito de Tallinn de 1996-1999 e novamente de 2005-2007.
De 2000 a 2008 foi presidente da Associação de Boxe da Estónia (em estoniano:  Eesti Poksiliit).
Em 2019 ele foi considerado culpado relativamente ao caso de Edgar Savisaar. Depois disso, Kallo perdeu a sua imunidade parlamentar.